# Éric Alliez
 (octobre 2012).
Éric Alliez (né en 1957) est un philosophe français. Il est docteur en philosophie (sous la direction de Gilles Deleuze), professeur à l'université Paris-VIII et professeur détaché au Centre for Research in Modern European Philosophy, à la Kingston university (Londres).

## Enseignement et recherches
Éric Alliez a commencé son travail avec Félix Guattari, en 1977. Son premier article est publié en 1981 dans la revue Critique, sur le livre de Toni Negri. Il écrit avec Guattari l'essai "Systèmes, structures et processus capitalistiques" en 1984. Il a été responsable de séminaire, puis directeur de programme au Collège international de philosophie à Paris, entre 1984 et 1986, puis de nouveau entre 1992 et 1998. Il a également été titulaire de la chaire d'Esthétique à l'Akademie der Bildenden Künste (Vienne, 2000-2003), directeur de recherche associé à l'École des hautes études en sciences sociales (Paris, 2002-2003) et Senior research fellow à l'IKKM (Weimar, 2010).
Il a également été Professeur invité à l'Université de l'État de Rio de Janeiro (1988-1996), à Warwick University (1999), à l'Akademie der Bildenden Künste (Vienne, 1997-2000), à Goldsmiths College (Londres, 2003) et à la Hochschule für Gestaltung (Karlsruhe, 2003-2005). 
Senior research fellow au Centre for Research in Modern European Philosophie (Londres, 2004-2007), il y est titulaire de la Chaire de Philosophie française contemporaine depuis 2007, d'abord à Middlesex University (2007-2010), puis à Kingston University (depuis Juillet 2010). En 2011, il est élu sur la chaire de Philosophie et Créations Contemporaines en Art à l'université Paris 8. 

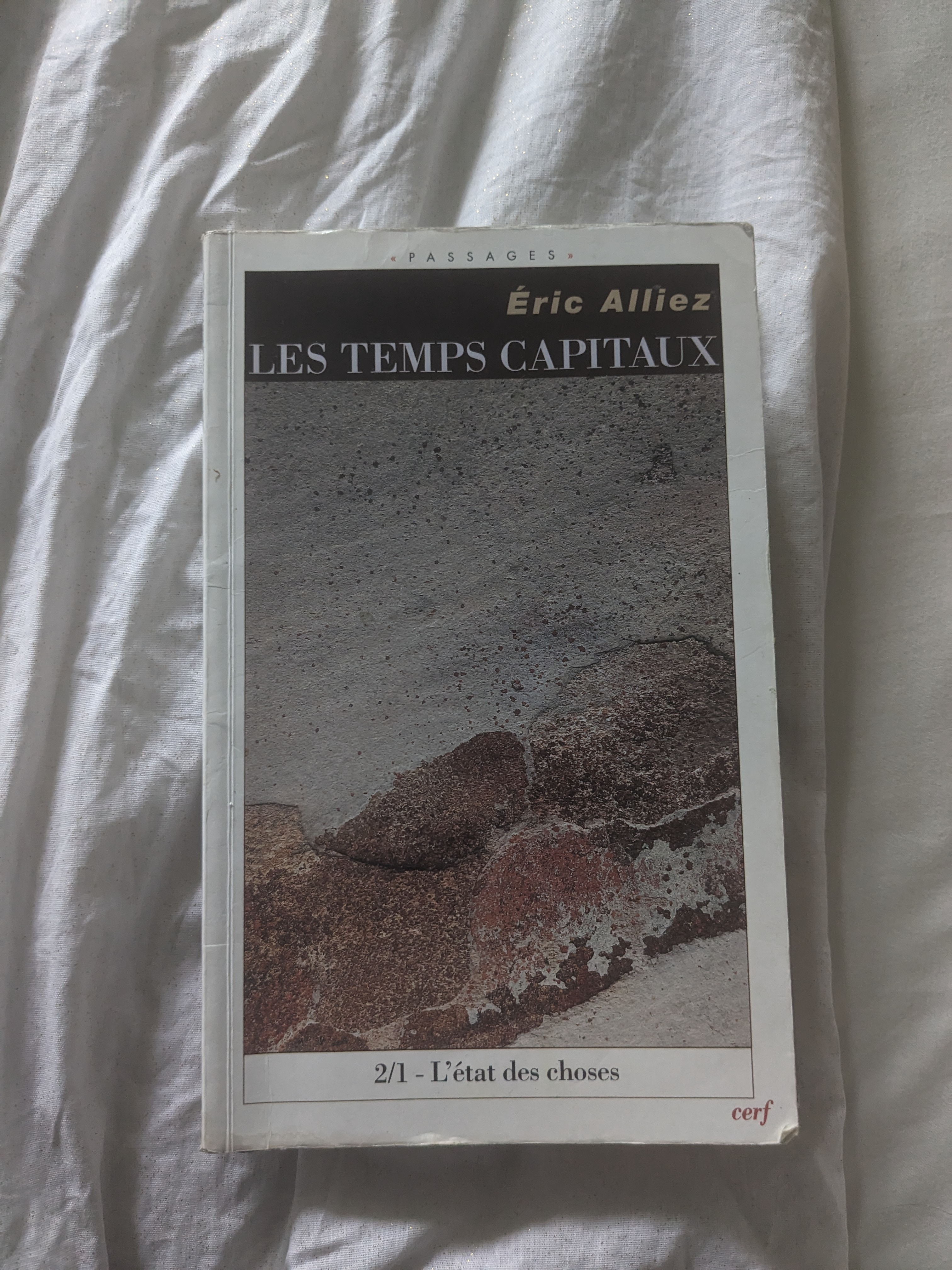
2/1 - L'état des choses

Éric Alliez a assuré la direction scientifique de la réédition des œuvres de Gabriel Tarde aux Empêcheurs de penser en rond/Le Seuil et est membre fondateur de la revue Multitudes qu'il a quittée au printemps 2009.
Depuis 2005, il propose de nouvelles directions dans les relations "entre l'art et la philosophie". Il change les dimensions microesthétiques de "Deleuze et Guattari" sous les conditions de "devenir-l'autre" des forces. Alliez est un de "philosophes les plus importants inconnus", après Guattari et Deleuze.[réf. nécessaire]
Gilles Deleuze, dans sa préface du premier tome des Temps Capitaux, écrit : "C'est peut-être cette introduction de rythmes profonds dans la pensée, en rapport avec les choses et les sociétés, qui inspire le travail d'Alliez : [...] les choses, les sociétés et les pensées sont prises dans des processus [...] qui deviennent comme les conditions d'une histoire du temps"

## Publications
- avec Michel Féher, Didier Gille, Isabelle Stengers, Contretemps, Michel de Maule, 1988.
- Les Temps capitaux, Tome 1, Récits de la conquête du temps, préface de Gilles Deleuze, Paris, Éditions du Cerf, 1991.
- Les Temps capitaux, Tome 2, La Capitale du temps, volume 1, l'État des choses, Éditions du Cerf, 1999.
- La Signature du monde, ou Qu'est-ce que la philosophie de Deleuze et Guattari, Éditions du Cerf, 1993.
- De l'impossibilité de la phénoménologie. Sur la philosophie française contemporaine, Paris, Vrin, 1995.
- Deleuze Philosophie Virtuelle, Les Empêcheurs de penser en rond, 1996.
- (dir.), Gilles Deleuze. Une vie philosophique, Les Empêcheurs de penser en rond, 1998.
- avec Gerhard Schröder (éd.), Konzeptionen der Zeit im Ausgehenden Mittelalter, Wilhelm Fink Verlag, 1999.
- avec Elisabeth Samsonow (éd.), Telenoia. Kritik der virtuellen Bilder, Turia + Kant, 1999.
- avec Elisabeth Samsonow (éd.), Hyperplastik. Kunst und Konzepte der Wahrnemung in Zeiten der Mental Imagery, Turia + Kant, 2000.
- avec Elisabeth Samsonow (éd.), Chroma. Widerstand der Farbe, Turia + Kant, 2001.
- avec Elisabeth Samsonow (éd.), Biographien des Organlosen Körpers, Turia + Kant, 2003.
- avec Jean-Claude Bonne, La Pensée-Matisse, Le Passage, 2005 (élu Livre du mois Art Press, septembre 2006 (extraits).
- avec Danielle Cohen-Levinas, Françoise Proust, Lucien Vinciguerra (dir.), Gilles Deleuze. Immanence et vie, Paris, PUF, 2006 (réédition de  Rue Descartes, n°20, 1998).
- avec la collaboration de Jean-Clet Martin, L'Œil-Cerveau, Vrin, 2007 (élu Livre du mois Art Press, septembre 2007).
- Capitalism and Schizophrenia and Consensus. Of Relational Aesthetics, Istanbul, Baglam, 2010 (en anglais / turc).
- Diagram 3000 [Words] / Diagramm 3000 [Worte], dOCUMENTA 13, N° 090, Hatje Cantz Verlag, 2012 (en anglais / allemand).
- avec la collaboration de Jean-Claude Bonne, Défaire l'image, Les Presses du réel, 2013.
- avec Maurizio Lazzarato, Guerre et capital, Editions Amsterdam, 2016.